# Darß-Zingster Boddenkette

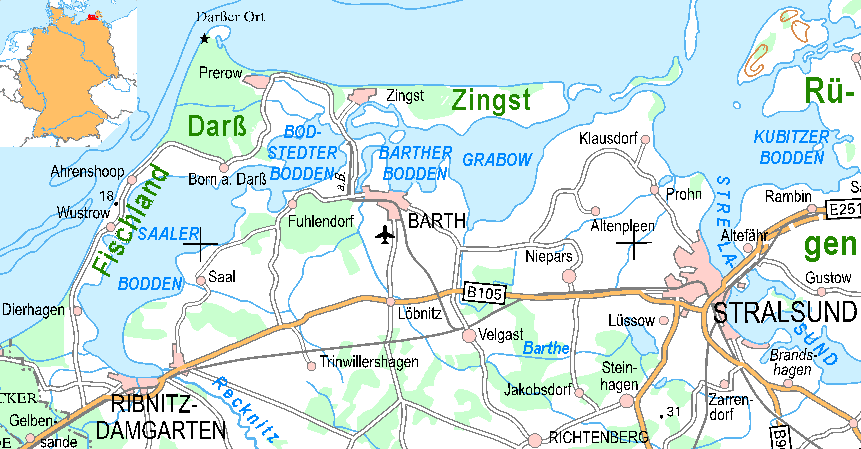
Fischland, Darß und Zingst

Die Darß-Zingster Boddenkette ist eine Wasserfläche an der Ostseeküste nordöstlich von Rostock. Sie besteht aus mehreren in west-östlicher Richtung aneinander gereihten Bodden bzw. Lagunen, die durch die Halbinsel Fischland-Darß-Zingst von der offenen Ostsee getrennt werden. Die Wasserfläche ist 197 km² groß, die durchschnittliche Wassertiefe beträgt nur etwa 2 m.
Im Einzelnen besteht die Darß-Zingster Boddenkette aus
- dem Saaler Bodden
- dem Koppelstrom
- dem Bodstedter Bodden
- dem Meiningenstrom
- dem Barther Bodden und
- der Grabow

(Reihenfolge von West nach Ost; einige kleinere Verbindungsgewässer sind hier unberücksichtigt).

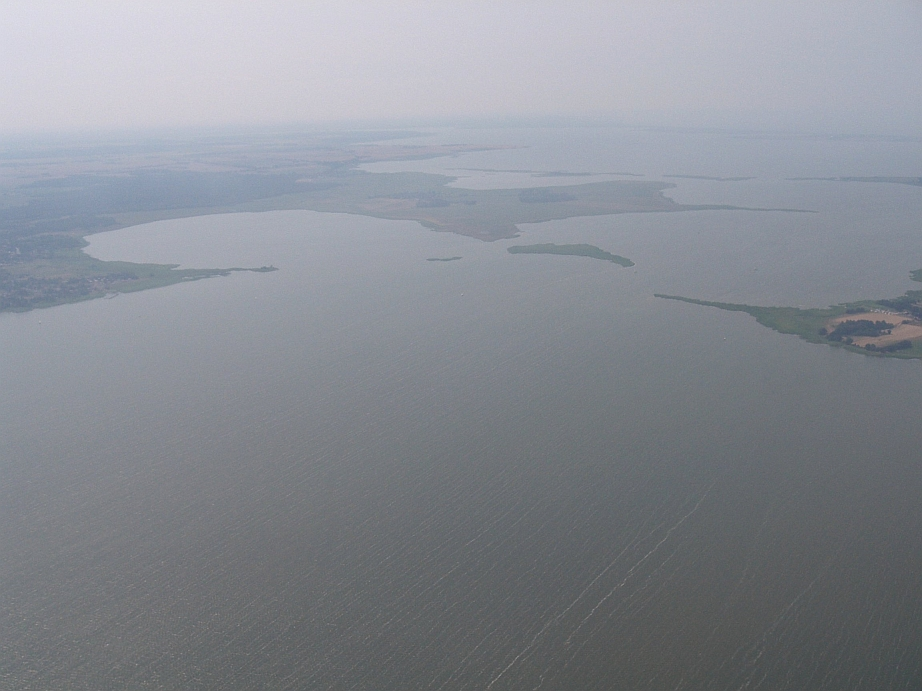
Bodstedter und Saaler Bodden

Der Salzgehalt des Wassers nimmt von Westen nach Osten zu, da lediglich am Ostende der Boddenkette über den Gellenstrom und der kleinen Öffnung zwischen Großem Werder und Kleinen Werdern eine Verbindung zur Ostsee besteht, wo ein Wasseraustausch erfolgen kann. Frühere Verbindungen zum Meer wie der Prerowstrom im Norden (nach 1872) und im Westen der Permin und Loop am Fischland (im 14. Jahrhundert) wurden vom Menschen geschlossen. In die Darß-Zingster Boddenkette münden die Flüsse Recknitz und Barthe; insgesamt hat das Einzugsgebiet eine Ausdehnung von 1578 km². Am Südufer der Boddenkette liegen die Städte Ribnitz-Damgarten und Barth.
Der nördliche Teil der Darß-Zingster Boddenkette gehört zum Nationalpark Vorpommersche Boddenlandschaft.